# Звозсков, Борис Игоревич
Борис Игоревич Звозсков (26 февраля 1949 — 17 июня 2012) — белорусский правозащитник, учредитель и создатель правозащитных организаций «Хельсинки XXI», «Правовая инициатива», а также Белорусского Дома Прав Человека.

## Биография
Борис Звозсков родился 26 февраля 1949 года в городе Белогорск (Россия). Окончил Ленинградский электротехнический институт по специальности «инженер», Высшие международные курсы по защите прав человека. До 1987 года работал инженером электронной техники в организации «Каскад» Министерства среднего машиностроения СССР. Работал в концерне «Планар» (ранее — НПО).
С 1990-х годов Борис Звозсков начал активно заниматься правозащитной деятельностью, практической защитой в политически мотивированных судебных процессах, принимал участие в экспертизе ряда законопроектов. В 1996 году окончил Высший курс по правозащите Марека Новицкого. С 1998 года занимался правовым освещением в направлении превентивной правозащиты.
Борис Звозсков очень много работал с журналистами и гражданскими активистами по вопросам защиты в административных и уголовных процессах. Внёс большой вклад в освещение и образование по вопросу прав человека среди молодёжи, юристов, журналистов и правозащитников.
В 2008 году стал лауреатом премии «Правозащитник года — 2008».
Умер в ночь с 16 на 17 июня 2012 года в реанимации онкологического центра в Боровлянах после тяжёлой болезни.

## Политическая деятельность
В 1990 году был одним из создателей Объединённой демократической партии Беларуси (ОДПБ), регистрация ОДПБ состоялась 19 марта 1991 года. Входил в рабочую группу Объединённой конференции политических партий (13 октября 1990) по выработке Устава и Программы партии. После этого долгое время работал в исполкоме ОДПБ, а затем в исполкоме ОГП. Как отметил глава экспертного совета ОГП Александр Добровольский: «Он был тем человеком, на котором долгое время держалась вся работа».

## Правозащитная деятельность
В 1996 году Борис Звозсков стал одним из основателей правозащитной организации «Правовая инициатива». Принимал участие в создании объединения «Хельсинки XXI». Защита своих прав на создание организации на национальном уровне ничего не принесла и уже в Комитете по правам человека ООН Борис Звозсков защищал как свои права, так и права своих тридцати трёх соратников по учреждению «Хельсинки XXI».
Дело против Беларуси было выиграно (соображения Комитета), однако, несмотря на вынесенное решение (Zvozskov v. Belarus, Comm. 1039/2001), «Хельсинки XXI» так и не зарегистрировали.
С самого начала Борис Игоревич был среди инициаторов и активных участников создания Белорусского Дома Прав Человека. В итоге организация была создана в Вильнюсе и вошла в сеть домов прав человека, объединяющую 70 правозащитных организаций в 15 странах. С 2007 по 2010 годы Звозсков был президентом Дома Прав Человека. Летом 2012 года Дому Прав Человека присвоено его имя.
Организовал программу «Международное право в правозащитной и адвокатской деятельности». Благодаря этому курсу несколько десятков правозащитников и адвокатов из Беларуси научились применять нормы международного права как на национальном уровне, так и вести дела в Комитете по правам человека ООН.
Звозсков неоднократно выступал в «громких» «политических» процессах в качестве общественного защитника. Например, во время суда над Дмитрием Завадским и Павлом Шереметом, проходившего в Ошмянах, Звозсков вместе с Михаилом Пастуховым посещали каждое судебное заседание, и вместе с адвокатами добивались оправдания журналистов.
В число людей, которых он защищал, также входят:
- Василий Леонов, экс-министр сельского хозяйства. Председатель оргкомитета движения «За новую Беларусь» (с 2001).
- Валерий Щукин, правозащитник, журналист. В июне 2000 года был осуждён к одному году лишения свободы с отсрочкой за организацию стихийной демонстрации 17 октября 1999 года.
- Николай Статкевич, лидер Социал — демократической партии.
- Галина Гончарик, активистка ОГП.
- Иван Крук, общественный активист.

Звозсков неоднократно выступал на международных встречах и конференциях по вопросам прав человека в Республике Беларусь.